# Chon Chol-ho
Chon Chol-ho (kor. 전철호; ur. 7 kwietnia 1969) – północnokoreański sztangista. Brązowy medalista olimpijski z Atlanty.

## Kariera sportowa
Brał udział w trzech igrzyskach (IO 92, IO 96, IO 00). W 1996 po brąz sięgnął w wadze do 76 kilogramów. Zdobył również brąz mistrzostw świata w dwuboju, w 1989 w wadze do 75 kilogramów oraz złoto igrzysk azjatyckich w 1990.